# جورج باك فلاور
جورج باك فلاور (بالإنجليزية: George Buck Flower)‏ مواليد 28 أكتوبر 1937 في ميلتون فريوتر، الولايات المتحدة - الوفاة 18 يونيو 2004 في لوس أنجلوس، الولايات المتحدة، هو ممثل أمريكي.

## الأعمال
- ستارمان
- العودة إلى المستقبل
- العودة إلى المستقبل 2

## روابط خارجية
- جورج باك فلاور على موقع IMDb (الإنجليزية)
- جورج باك فلاور على موقع ألو سيني (الفرنسية)
- جورج باك فلاور على موقع أول موفي (الإنجليزية)
- جورج باك فلاور على موقع قاعدة بيانات الأفلام السويدية (السويدية)
- جورج باك فلاور على موقع قاعدة بيانات الفيلم (الإنجليزية)
- جورج باك فلاور على موقع كينوبويسك (الروسية)